# Міроняса
Міроняса (рум. Mironeasa) — село у повіті Ясси в Румунії. Входить до складу комуни Міроняса.
Село розташоване на відстані 299 км на північ від Бухареста, 24 км на південний захід від Ясс.

## Населення
За даними перепису населення 2002 року у селі проживали 3603 особи.
Національний склад населення села:
| Національність | Кількість осіб | Відсоток |
| -------------- | -------------- | -------- |
| румуни         | 3276           | 90,9%    |
| цигани         | 327            | 9,1%     |

Рідною мовою назвали:
| Мова      | Кількість осіб | Відсоток |
| --------- | -------------- | -------- |
| румунська | 3280           | 91,0%    |
| циганська | 323            | 9,0%     |